# ماري أليسي
ماري أليسي (بالإنجليزية: Mary Alessi)‏ هي مغنية مؤلفة ومغنية أمريكية، ولدت في 26 فبراير 1968.